# Zvi Yavetz

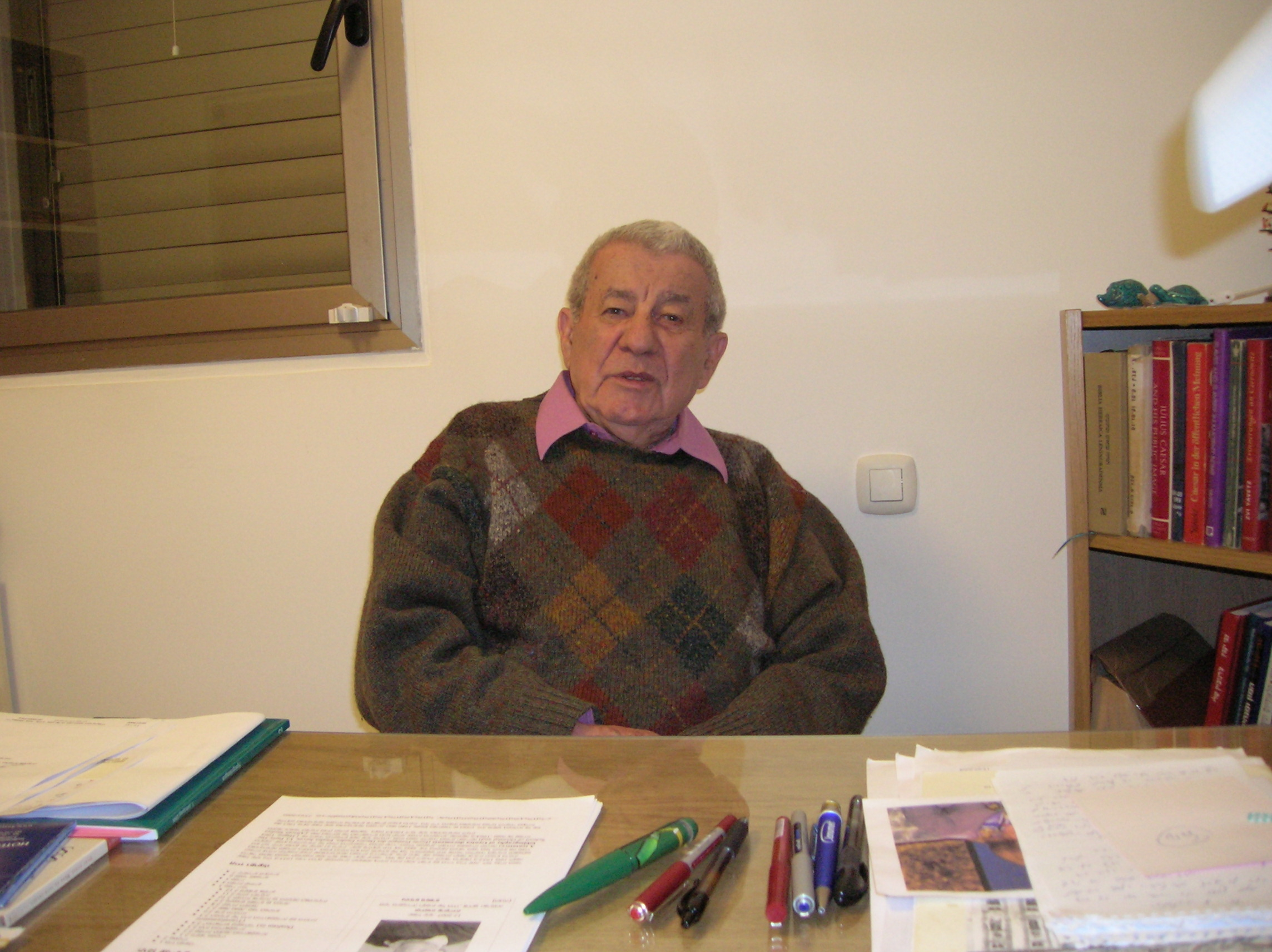
Zvi Yavetz, Februar 2009

Zvi Yavetz (hebräisch צְבִי יַעְבֵץ Zvī Jaʿvetz oder Ṣevî Yaʿavēṣ; geboren als Harry Zucker am 26. April 1925 in Czernowitz, Großrumänien [heute Ukraine]; gestorben 7. Januar 2013 in Tel Aviv) war ein israelischer Althistoriker.
Zvi Yavetz entstammte einer Familie von Textilfabrikanten. Nachdem seine Mutter 1941 Opfer der Schoah geworden war, gelang es Zvi Yavetz, 1942 nach Palästina zu fliehen. Dort erlebte er die Gründung des Staates Israel mit und studierte Geschichte, Klassische Philologie und Soziologie an der Hebräischen Universität von Jerusalem, wo er 1955 mit einer Dissertation über die plebs urbana zum Doktor promoviert wurde. Im folgenden Jahr erhielt er eine erste Dozentur im Fachbereich Geschichte der Universität Tel Aviv, der er in verschiedenen Funktionen verbunden blieb, ab 1970 Chairman of the Graduate School of History. Dass Walter Grab gegen manche Widerstände 1971 an der Universität Tel Aviv ein Institut für deutsche Geschichte gründen konnte, war nicht zuletzt der Unterstützung durch Zvi Yavetz zu verdanken.
Von 1962 bis 1964 war er Gründungsdekan der Philosophischen Fakultät der Universität Addis Abeba. Daneben nahm er zahlreiche Gastprofessuren in Europa und den Vereinigten Staaten an, u. a. in München (seit 1982), Princeton, Oxford, Florenz und Paris. Seit 1989 war er zudem Professor am Queens College in New York.
In seiner wissenschaftlichen Arbeit setzte sich Yavetz nicht nur mit herausragenden Gestalten der römischen Kaiserzeit wie Augustus, Tiberius und Caligula auseinander, denen er jeweils Monographien widmete, sondern beschäftigte sich auch mit deren Wirkung auf ihre zeitgenössische Umwelt (Caesar in der öffentlichen Meinung). Außerdem erwarb er sich hohes Ansehen mit seinen Studien zum Antisemitismus in der Antike (Die Judenfeindschaft in der Antike).
1990 wurde Zvi Yavetz mit dem Israel-Preis geehrt, der höchsten zu vergebenden kulturellen Auszeichnung Israels. Darüber hinaus erhielt er die Ehrendoktorwürden der Ben-Gurion-Universität im Negev, der Uni München (1997) und der Universität Osnabrück (2001).
Seit den frühen 1970er Jahren war er mit Christian Meier befreundet.

## Schriften
- Caesar in der öffentlichen Meinung („Caesar. The Limits of a Charisma“). Droste Verlag, Düsseldorf 1979, ISBN 3-7700-0530-9
- Plebs and Princeps. Transaction Books, New Brunswick 1988, ISBN 0-88738-154-5 (Nachdr. d. Ausg. Oxford 1969)
- Slaves and Slavery in Ancient Rome. Neuaufl. Transaction Books, New Brunswick, N. J. 1991, ISBN 0-88738-128-6
- Tiberius and Caligula. Tel Aviv 1995
- Judenfeindschaft in der Antike. Die Münchener Vorträge. Beck, München 1997, ISBN 3-406-42022-2
- Tiberius. Der traurige Kaiser. Biographie. dtv, München 2002, ISBN 3-423-30833-8
- Erinnerungen an Czernowitz. Wo Menschen und Bücher lebten. 2. durchgesehene Auflage, C. H. Beck, München 2008, ISBN 978-3-406-55747-7
- Kaiser Augustus. Eine Biographie („Augustus“). Rowohlt, Reinbek 2010, ISBN 978-3-498-07365-7